# Tiro ai XIII Giochi dei piccoli stati d'Europa
Le competizioni di tiro ai XIII Giochi dei piccoli stati d'Europa si sono tenute al Poligono Olimpico di Nicosia. 
Le gare sono divise in tre gruppi:
- Fucile
- Pistola
- Fucile a pompa

Nei primi due casi le competizioni si sono svolte con bersagli posti a distanza fissa di 10, 25 e 50 metri (tiro a segno); nel terzo caso il bersaglio era in movimento e sparato in diverse direzioni (tiro a volo).